# Palmomancie
La palmomancie ou palmomantique est une pratique divinatoire s'appuyant sur l'étude des mouvements instinctifs, comme la marche ou pendant le sommeil, chez un homme sain,. Elle est assez répandue chez les peuples de la Mésopotamie. Sous le nom de palmoscopie ou palmicum, c'est l'étude manuelle des palpipations du corps de la victime d'un sacrifice.